# Richard Chanfray
Richard Chanfray (Lyon, 4 de abril de 1940-Tropez, 21 de julio de 1983) fue una figura pública francesa de los años setenta que aseguraba ser el Conde de Saint Germain y que apareció en numerosos programas de televisión europeos,  haciendo un truco de prestidigitación en el que pretendía  transmutar el plomo en oro.

## Biografía
La carrera mágica de Richard Chanfray comenzó en 1973 en un teatro de París, donde se lo promocionaba como «el hombre que transmuta el plomo en oro». 
Nació el 4 de abril de 1940 en la ciudad francesa de Lyon. Su infancia transcurrió en la calle y se convirtió en un ladrón. Detenido por agredir a una mujer durante un robo y condenado a seis años, leyó algunos libros antiguos en la cárcel, y se informó sobre el conde de Saint- Germain, un misterioso alquimista, que decía ser capaz de transmutar el plomo en oro, creación de pócimas mágicas, y la adquisición de la inmortalidad. Chanfray adoptó esa personalidad, aprovechando la afición de la alta sociedad francesa por lo paranormal, el hermetismo y el esoterismo. Rápidamente se volvió rico y muy conocido por sus hazañas, por ejemplo haciendo adivinación y lectura psíquica a varios personajes famosos, así como a través de sus afirmaciones extravagantes.
En 1972 conoció a la cantante Dalida, quien se encontraba en el apogeo de su fama. Su marido, Lucien Morisse, y su amante, Luigi Tenco, se habían suicidado previamente. Cuando Dalida conoció a Chanfray, rápidamente se enamoró. Pasó un año en la cárcel, además de estar obligado a pagar 118.000 francos en restitución, cuando le disparó a un hombre al que encontró desnudo en su cocina a altas horas de la noche. El hombre estaba solo superficialmente herido, y resultó ser el amante de la criada.
El incidente marcó el inicio de su declive. La pareja se quedó sin dinero y Chanfray intentó subsistir mediante la música, la pintura y la escultura, todo sin éxito. Dalida y Chanfray se separaron, pero a pesar de sus problemas siguió siendo parte de la alta sociedad de París y Saint Tropez. Se convirtió en el amante de la baronesa de «Trintignan», Paula de Loos, cuyo título era tan falso como el suyo. De Loos fue, sin embargo, al parecer una millonaria y cuando Chanfray comenzó a sospechar de las fraudulentas actividades del administrador financiero de Loos, lo amenazó con un rifle. Fue de nuevo encarcelado y multado y pidió a de Loos su ayuda. Ella, sin embargo, estaba también muy endeudada, por lo que no tenía capital para ayudarlo.
Su última aparición en público fue en una fiesta en Saint Tropez, en junio de 1983. Al parecer, estaba muy delgado, con el pelo blanco y de aspecto cansado.
El 21 de julio de 1983, en un pueblo cerca de Saint Tropez, Chanfray y de Loos se suicidaron inhalando los gases del tubo de escape de su coche. Cerca de allí había una nota de suicidio que decía: "I leave and I bring her with me, because she is so like me" (Me voy y la traigo conmigo, porque es muy parecida a mí).

## Poderes autoproclamados
Richard Chanfray aseguró tener muchos poderes, la mayoría de ellos relacionados con la alquimia. También afirmó en numerosas ocasiones que su conocimiento provenía de un «hombre misterioso» a quien había conocido en el pasado. Él juró nunca revelar dicha identidad de la persona.
Algunos de los poderes que Chanfray afirmaba poseer:
- Transmutación del plomo en oro. Chanfray realizó este truco varias veces en público, y algunas cadenas de televisión europeas registraron esta transmutación de los metales. Magos, científicos y joyeros fueron invitados a algunas de sus veladas, y ninguno al parecer descubrió como lo hacía.

- El poder de la inmortalidad. La alquimia tradicional considera estos dos poderes (la transmutación y la inmortalidad) que van mano a mano. El  periodista español José María Íñigo una vez fue invitado a la casa de Chanfray. Según Íñigo "tiró un poco de este polvo sobre el cadáver de un perro. Después de unos movimientos espasmódicos, surgió el perro y se alejó unos pasos antes de caer de nuevo y permanecer muerto".

- La capacidad de recordar vidas pasadas. Cuando se le invitó a palacios y castillos antiguos, afirmó haber estado allí antes, en vidas pasadas. Lo demostraba mediante la identificación de las zonas privadas del edificio, pasadizos secretos, y así sucesivamente.